# Eglingham
Eglingham är en ort och civil parish i Storbritannien.   Den ligger i grevskapet och kommunen Northumberland i riksdelen England, i den centrala delen av landet, 500 km norr om huvudstaden London. Eglingham ligger 116 meter över havet och antalet invånare är 385.
Terrängen runt Eglingham är varierad. Runt Eglingham är det ganska glesbefolkat, med 29 invånare per kvadratkilometer. Närmaste större samhälle är Alnwick, 10,3 km sydost om Eglingham. Trakten runt Eglingham består i huvudsak av gräsmarker.